# Hansa (1899)
Hansa — шведское пассажирское судно, курсировавшее на маршруте между материковой частью Швеции и Висбю. В 1944 году во время Второй мировой войны оно было торпедировано и потоплено советской подводной лодкой.

## История и затопление
Hansa — пассажирский пароход, построенный в Стокгольме в 1899 году для компании Ångfartygs AB Gotland из Висбю. Судно было построено по образцу суперяхты и имело столовую на 40 посетителей. Помимо плавания между материковой частью Швеции и Висбю, в 1930-х годах судно также заходило в ряд других портов на Балтике, таких как Данциг, Таллин и Рига.
24 ноября 1944 в 05:57 года судно Hansa было торпедировано советской подводной лодкой Л-21. Оно находилось между Нюнесхамном и Висбю и имело чётко освещённые бортовые опознавательные знаки шведских цветов, указывающие на его нейтральность. Оно было торпедировано в шведских территориальных водах. Советская подлодка преследовала Hansa более двух часов, после чего выпустила три торпеды. Одна из них вызвала сильный взрыв, и судно затонуло в течение нескольких минут. 84 человека погибли, двое выжили, в том числе капитан шведской армии Арне Мохлин. Двое выживших были спасены шведскими минными тральщиками Landsort и Arholma. Послевоенное расследование указало на то, что в затоплении виновата советская подводная лодка Л-21 и её капитан Сергей Могилевский. В 1992 году информация, обнаруженная в российских архивах, подтвердила, что Hansa была потоплена Л-21.
Останки парохода Hansa лежат на дне в 44 к северу от Висбю на глубине 100 м. Они были найдены в 1988 году.

## Память
Мемориальная доска в соборе Висбю увековечивает память о затоплении корабля и гибели невинных людей. В соборе также сохранился корабельный колокол Hansa.